# Распараган
Публій Елій Распараган (лат. Publius Aelius Rasparaganus) — династ роксолан, відомий лише з тексту епітафії, знайденої біля міста Пула (півострів Істрія). Судячи з імені, отримав римське громадянство від імператора Адріана (лат. Publius Aelius Traianus Hadrianus). Ймовірно, що саме Распараган і був тим царем, з яким Адріан обугоджував відносини на початку свого правління (Spart. Hadr. 6, 6—8).
Існує думка, що Распараган утримувався на півострові Істрія як полонений чи заручник (?). Але, враховуючи особливі стосунки саме цього династа з Адріаном, можливо припустити, що Распараган «… в силу якихось обставин, імовірно, прийняв римське громадянство і оселився з родиною на римській території».
Наразі відома і епітафія романізованого сина Распарагана Перегріна.
Висловлено припущення, що відомий з епіграфіки (CIL. XII. 1122) кінь Адріана на ім'я Борисфен Аланський (лат. Borysthenes Alanus) був подарунком Распарагана.
Запропонована етимологія імені: лат. Rasparagano < ір. *fra-spara-ka-na- — «наступаючий».